# Unione Sportiva Gerli 1939-1940
Questa voce raccoglie le informazioni riguardanti l'Unione Sportiva Gerli nelle competizioni ufficiali della stagione 1939-1940.

## Rosa
| N. |                   | Ruolo | Calciatore        |
| -- | ----------------- | ----- | ----------------- |
|    | Italia (bandiera) | C     | Marcello Abrami   |
|    | Italia (bandiera) | D     | Claudio Alferazzi |
|    | Italia (bandiera) | C     | Piero Asnaghi     |
|    | Italia (bandiera) | D     | Armando Beolchi   |
|    | Italia (bandiera) | C     | Bruno Bianchi     |
|    | Italia (bandiera) | D     | Mario Borroni     |
|    | Italia (bandiera) | P     | Luigi Bossi       |
|    | Italia (bandiera) | D     | Luigi Cereda      |
|    | Italia (bandiera) | C     | Vittorio Di Cinto |
|    | Italia (bandiera) | A     | Carlo Fabris      |
|    | Italia (bandiera) | D     | Antonio Frigerio  |
|    | Italia (bandiera) | A     | A. Gildoni        |

| N. |                   | Ruolo | Calciatore         |
| -- | ----------------- | ----- | ------------------ |
|    | Italia (bandiera) | A     | R. Giubellini      |
|    | Italia (bandiera) | A     | Giovanni Mantovani |
|    | Italia (bandiera) | C     | Adamo Meroni       |
|    | Italia (bandiera) | A     | Giovanni Monti     |
|    | Italia (bandiera) | D     | Battista Padovan   |
|    | Italia (bandiera) | C     | Bruno Piazzamiglio |
|    | Italia (bandiera) | P     | Azzone Ravani      |
|    | Italia (bandiera) | C     | Leonardo Sacchi    |
|    | Italia (bandiera) | D     | Luigi Samarelli    |
|    | Italia (bandiera) | A     | D. Sambruna        |
|    | Italia (bandiera) | D     | Antonio Zennaro    |